# Bobby Smith (Fußballspieler, 1953)
Robert Nisbet „Bobby“ Smith (* 21. Dezember 1953 in Dalkeith; † 22. Februar 2010 in Edinburgh) war ein schottischer Fußballspieler, der im Laufe seiner Karriere vor allem für Hibernian Edinburgh und Leicester City spielte.

## Karriere
Smith begann seine Profikarriere Anfang der 1970er-Jahre beim schottischen Klub Hibernian Edinburgh. Die von Eddie Turnbull betreute Mannschaft gehörte zu dieser Zeit mit attraktivem Offensivfußball zu den Topteams im schottischen Fußball, in den Spielzeiten 1973/74 und 1974/75 belegte man jeweils Rang 2 in der Meisterschaft. Nach seinem Debüt im November 1972 gegen den FC Arbroath etablierte sich Smith in der Folge zunächst im linken Mittelfeld. 1974 stand er mit den Hibs im Finale um den Scottish League Cup, dort unterlag man trotz dreier Tore von Joe Harper Celtic Glasgow mit 3:6. Nachdem er in der Saison 1976/77 mit acht Treffern mannschaftsintern bester Torschütze war, wurde der sichere Elfmeterschütze auch zunehmend auf der Linksverteidigerposition eingesetzt.
Ende 1978 wechselte Smith für eine Ablösesumme von 85.000 Pfund zum englischen Zweitligisten Leicester City. Der dortige Trainer Jock Wallace war zuvor in Schottland bei den Glasgow Rangers tätig und schon dort auf Smith aufmerksam geworden, unter anderem durch einen sehenswerten Ausgleichstreffer von Smith bei einem 1:1-Unentschieden zwischen Hibernian und den Rangers im September 1976. Mit der Mannschaft um den aufstrebenden Stürmerstar Gary Lineker gelang 1980 der Aufstieg in die First Division, Smith war dabei als Mittelfeldspieler mit 12 Saisontreffern zweitbester Torschütze seines Teams. Nach dem umgehenden Wiederabstieg aus der First Division baute Wallace das Team um und Smith spielte zunächst keine Rolle mehr in den weiteren Planungen. Er fand sich deshalb im Februar 1982 auf Leihbasis beim Viertligisten Peterborough United und im November desselben Jahres bei seinem Ex-Klub Hibernian Edinburgh. Nachdem er in der Spielzeit 1981/82 nur vier Einsätze für Leicester bestritt, etablierte er sich nach seiner Rückkehr aus Edinburgh auf der linken Abwehrseite der Foxes; kam 1982/83 beim erneuten Erstligaaufstieg unter Trainer Gordon Milne zu 26 Einsätzen und gehörte auch in den folgenden beiden Erstligaspielzeiten zu den Stammspielern.
Nachdem er in der Saison 1985/86 nur noch sporadisch zum Einsatz gekommen war, kehrte Smith im Oktober 1986 ablösefrei zu Hibernian Edinburgh zurück. 1987 wechselte er zum schottischen Zweitligisten Dunfermline Athletic und gehörte beim Gewinn der Meisterschaft 1989 und dem damit verbundenen Aufstieg in die Scottish Premier Division zu den Leistungsträgern, sein Vertrag wurde aber wegen seines hohen Alters nach dem Aufstieg nicht mehr verlängert. Smith ließ seine Karriere daraufhin zunächst in der First Division bei Partick Thistle und anschließend bei den Berwick Rangers in der Second Division ausklingen, bevor er 1991 seine Laufbahn beendete.
Nach seinem Karriereende betrieb er zunächst einen Pub in Dalkeith, bevor er seinen Lebensunterhalt als Taxifahrer verdiente und sich in Tranent niederließ. Smith erlag im Februar 2010 einem Krebsleiden.